# Cmiljka Kalušević
Cmiljka Kalušević (in serbo Цмиљка Калушевић?; Tarragona, 9 aprile 1933 – Belgrado, 13 settembre 1989) è stata una cestista e giavellottista jugoslava.

## Carriera
Con la Jugoslavia ha disputato due edizioni dei Campionati del mondo (1959, 1964) e sei dei Campionati europei (1954, 1956, 1958, 1960, 1962, 1964).